# 苦土フォイト電気石
苦土フォイト電気石（くどフォイトでんきせき、 Magnesiofoitite）は、1999年に発表された日本産新鉱物で、カナダ・マニトバ大学の鉱物学者フランク・C・ホーソンなどにより、山梨県の旧三富村（現・山梨市）京ノ沢から発見された。 化学組成は◻(Mg2Al)Al6(Si6O18)(BO3)3(OH)4で、三方晶系。
電気石(Tourmaline)スーパーグループのフォイト電気石（Foitite）グループ（組成に空隙がある）に属し、フォイト電気石の鉄がマグネシウムに置換したものである。京ノ沢の標本を入手したホーソンらカナダのグループによる研究が先行し、同様の研究を進めていた松原聡ら日本人の研究者が産状などのデータも加えて、共同で発表したという経緯がある。ホーソンらはフォイト電気石の発見者でもあり、根源名の「フォイト電気石」はアメリカの鉱物学者フランクリン・フォイト（Franklin F. Foit, Jr., 1942年生まれ）にちなむ。
上記の通り組成に空隙があるため端成分に近い結晶は大きくならず、無色から青みを帯びた灰色の針状集合体として産出するが、外見上はフォイト電気石と区別できないため同定には科学的分析が必要となる。
ただし、本鉱は実際には「酸化苦土フォイト電気石」なのでないかという指摘があり、松原聡がこれを再計算により確認するなど、さらなる検討が必要とされている。